# Rudneva (cràter)
Rudneva és un cràter d'impacte en el planeta Venus de 29,8 km de diàmetre. Porta el nom de Vàrvara Rúdneva (1844-1899), metgessa russa, i el seu nom va ser aprovat per la Unió Astronòmica Internacional el 1985.